# Petru Groza
Petru Groza, född 7 december 1884 i Băcia, död 7 januari 1958 i Bukarest, var en rumänsk politiker. Han var ordförande i ministerrådet (premiärminister) 1945–52 och presidieordförande i nationalförsamlingen (president) 1952–58. 

## Biografi
Groza, som var advokat till yrket, framträdde efter första världskriget som representant för Rumänska nationella partiet (Partidul Național Român, PNR). Efter att konflikter uppstått mellan Groza och andra politiker inom PNR gick han år 1920 över till det av Alexandru Averescu ledda Folkpartiet (Partidul Poporului, PP), och deltog under det tidiga 1920-talet i Averescus regering. 
1933 bildade Groza ett agrarsocialistiskt parti, Plöjarfronten (Frontul Plugarilor, FP). Partiet ingick 1944 i Nationaldemokratiska fronten (Frontul Naţional Democrat, FND), en folkfront ledd av Rumänska kommunistpartiet (Partidul Comunist Român, PCR) där bl.a. Rumänska socialdemokratiska partiet (Partidul Social Democrat Român, PSDR) också ingick. Som ledande inom folkfronten kom Groza att bli en framträdande politisk gestalt under Socialistiska republiken Rumäniens tidiga år.